# Ed Stelmach

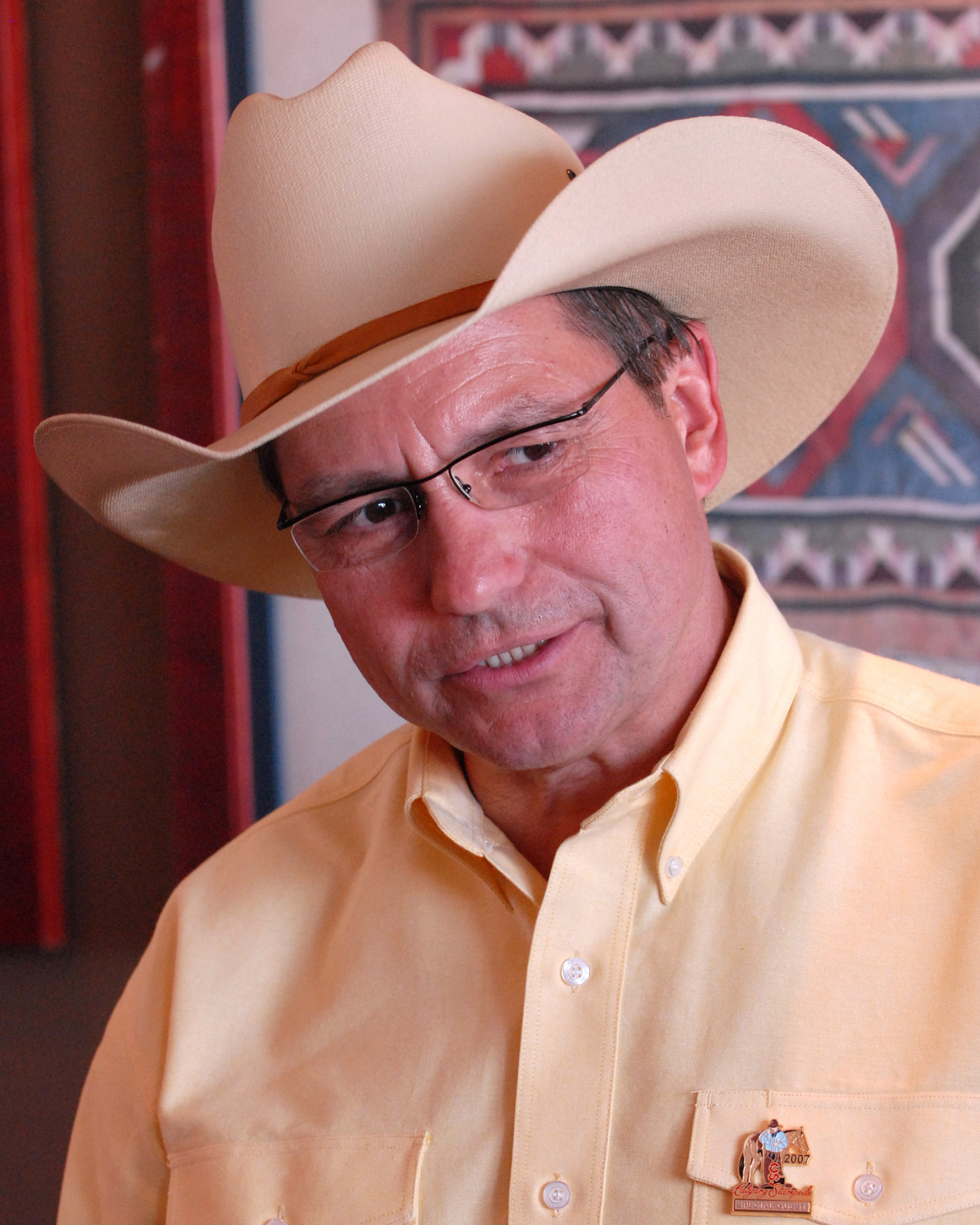
Ed Stelmach

Edward Michael Stelmach (Lamont (Alberta), 11 mei 1951) is een Canadees progressief conservatief politicus en de 13e premier van de provincie Alberta.
Stelmach, geboren van Oekraïense ouders, werd voor de eerste maal in 1993 verkozen in de Alberta Legislative Assembly en hij diende vanaf 1997 in diverse kabinetsposten in de provincie. Hij werd op 3 december 2006 verkozen tot de nieuwe leider van de Progressief Conservatieve Partij in de wetgevende vergadering van Alberta en hij volgde op 14 december van dat jaar Ralph Klein op als premier.
Stelmach kreeg aanvankelijk te maken met een dalende populariteit, met name in Albertas grootste stad, Calgary, waar zijn beleidsplannen met betrekking tot zogenaamde royalty's die de olieindustrie belasten, in slechte aarde vielen. Na 14 maanden regeren zonder een eigen mandaat van de kiezers te vragen, werden voor 3 maart 2008 verkiezingen uitgeschreven. In opiniepeilingen deden Stelmachs Conservatieven het matig en er werd gesproken over de mogelijkheid dat, na 37 jaar onafgebroken te hebben geregeerd, de partij op een nederlaag afstevende. De verkiezingen zelf bleken echter anders uit te pakken dan de peilingen aangaven en Stelmachs partij won zelfs zetels in de Legislative Assembly waar zij nu 72 van de 83 zetels in bezit hebben.
Kort na de verkiezingen maakte Stelmach zijn nieuwe kabinet bekend. Stelmach bleef ook in zijn tweede termijn te maken hebben met kritiek op zijn beleidsplannen. Hij maakte daarop bekend af te zullen treden als partijleider. Nadat in oktober 2011 de progressief-conservatieve partij een opvolger koos trad Stelmach per 7 oktober van dat jaar af als premier. Hij werd opgevolgd door Alison Redford.